# El Plan de Maggie
El Plan de Maggie es una película estadounidense de comedia romántica y  drama de 2015 dirigida y escrita por Rebecca Miller, basada en la historia original de Karen Rinaldi. La película está protagonizada por Greta Gerwig, Ethan Hawke, Bill Hader, Maya Rudolph, Travis Fimmel, Wallace Shawn, Monte Greene, Ida Rohatyn y Julianne Moore. 
La película tuvo su estreno mundial en el Festival Internacional de Cine de Toronto de 2015 el 12 de septiembre del mismo año. Sony Pictures Classics lanzó la película el 20 de mayo de 2016.

## Sinopsis
Maggie Hardin, directora de desarrollo empresarial y extensión para los estudiantes de arte y diseño de la New School, decide que quiere tener un hijo y recluta a un antiguo conocido de la universidad, Guy Childers, un estudiante de matemáticas y empresario de pepinillos, para que done su esperma.  
En la universidad, conoce a John Harding, un «antropólogo fictocrítico», que está casado con una profesora titular de la Universidad de Columbia. Al encontrarse repetidamente en el campus, John le cuenta a Maggie que está escribiendo una novela. Maggie comienza a leerla y empiezan a reunirse regularmente para hablar sobre la misma. 
Maggie intenta inseminarse, pero es interrumpida por el timbre. Es John, quien confiesa que está enamorado de ella y quiere ser el padre de su hijo. 
Tres años después, Maggie y John se casan y tienen una hija, Lily. Maggie se encuentra repetidamente con que tiene que dejar de lado sus objetivos profesionales para cuidar de Lily y sus dos hijastros, y para apoyar la escritura de John. Sacando a Lily a pasear, se encuentra con Guy, que en principio piensa que Lily es su hija, pero Maggie le dice que Lily es la hija de John. 
Maggie va a ver a Georgette, la exesposa de John, en una firma de libros. Se acerca a Georgette y le dice que sabe que ella sigue enamorada de John, y que quiere ayudarles a volver a estar juntos. Georgette decide seguir con el plan, y pide la ayuda de Maggie para que John asista a una conferencia a la que ella también asistirá. En la conferencia, Georgette y John se reconcilian y duermen juntos. De vuelta a casa, John confiesa todo a Maggie, que le dice que pertenece a su exmujer. 
John se entera accidentalmente de que Maggie había planeado volver a unirlo con su exesposa. Deja a Maggie y Lily, y desaparece por un tiempo. Maggie va a hablar con Georgette, para tratar de averiguar alguna noticia sobre John, y termina llevándosela a ella y a los niños a su casa, donde Georgette pasa el día leyendo la novela de John. Reunida con él más tarde, le cuenta su opinión sobre la novela. Al darse cuenta de que ella lo conoce mejor que él mismo, John perdona a Georgette por su participación en el plan, y se vuelven a unir. 
Algún tiempo después, la familia mezclada sale a patinar sobre hielo. Maggie se sorprende cuando Lily comienza a recitar números, ya que ni ella ni John están inclinados a las matemáticas. Ve a Guy caminando hacia la pista de hielo.

## Reparto
- Greta Gerwig como Maggie Hardin
- Ethan Hawke como John Harding
- Julianne Moore como Georgette Nørgaard
- Bill Hader como Tony
- Maya Rudolph como Felicia
- Travis Fimmel como Guy Childers
- Wallace Shawn como Kliegler
- Ida Rohatyn como Lily Harding
- Alex Morf como Al Bentwaithe
- Jackson Frazer como Paul Harding
- Mina Sundwall como Justine Harding
- Fredi Walker-Browne como Beverly
- Monte Greene como Max

## Producción
El 9 de enero de 2014, se anunció que la directora Rebecca Miller y Greta Gerwig volverían a formar equipo en la comedia romántica El Plan de Maggie para dirigir y protagonizar, respectivamente, el guion de Miller y la historia de Karen Rinaldi. estaba lista para producir a través de Specialty Films junto con Miller y Damon Cardasis a través de sus Round Films. Julianne Moore fue añadida al elenco de la película el 15 de enero de 2014. Clive Owen se había incorporado el 1 de mayo de 2014, aunque no apareció en la película terminada, mientras que el 2 de febrero de 2015, Travis Fimmel de unió al elenco de la película. El 3 de febrero de 2015, Variety informó que Ethan Hawke, Bill Hader y Maya Rudolph se habían unido a la película.

### Rodaje
El rodaje comenzó el 23 de febrero de 2015 en la ciudad de Nueva York.

### Estreno
La película tuvo su estreno mundial en el Festival Internacional de Cine de Toronto de 2015 durante su 40.º aniversario el 12 de septiembre del mismo año. Poco después de que Sony Pictures Classics adquiriera los derechos de distribución de la misma. La película tuvo su estreno en Estados Unidos en el Festival de Cine de Nueva York el 4 de octubre de 2015. También se proyectó en el Festival de Cine de Sundance el 22 de enero de 2016, y en el 66º Festival Internacional de Cine de Berlín el 15 de febrero del mismo año. Después de un estreno solo por invitación en Nueva York el 5 de mayo de 2016, la película se estrenó en los Estados Unidos el 20 de mayo de 2016.

## Crítica
El Plan de Maggie recibió críticas positivas de los críticos de cine. Tiene una calificación de 87% de «Fresh» en el sitio web de reseñas Rotten Tomatoes, basado en 178 críticas, con una calificación promedio de 7.11 / 10. El consenso del sitio dice: «Con una actuación típicamente absorbente de Greta Gerwig a la cabeza, el Plan de Maggie da a las sensibilidades de las comedias románticas un giro inteligente y subversivo». En Metacritic, la película tiene una calificación de 76 sobre 100, basada en 35 críticos, lo que indica «críticas generalmente favorables».
Dennis Harvey, de Variety, la describió como «muy bien hecha en todos los niveles», con «Greta Gerwig, Ethan Hawke y Julianne Moore haciendo un triángulo agradable en la comedia romántica poco convencional de Rebecca Miller». Richard Lawson de Vanity Fair elogió la película como «¡Una delicia inteligente y tonta!», destacando las «habilidades de comedia» de Julianne Moore y elogiando al resto del elenco por estar en «armonía casi perfecta, creando un zumbido animado y acogedor». Otros críticos también señalaron que la actuación de Julianne Moore «robó la escena», incluido Nigel M. Smith de The Guardian: «El Plan de Maggie sirve como un fuerte recordatorio de lo que puede ser una fuerza cómica Moore cuando se sirve del material adecuado». También destacó a Gerwig por «liderar sin esfuerzo la mayor parte de la película».